# ميغيل أنخيل كاستيليني
ميغيل أنخيل كاستيليني (بالإسبانية: Miguel Ángel Castellini)‏ مواليد 26 يناير 1947 في الأرجنتين، هو ملاكم محترف أرجنتيني يصنف ضمن فئة الوزن المتوسط بدأ مسيرته الاحترافية سنة 1965 حيث انتصر في نزاله الأول.

## إحصائيات
خاض خلال مسيرته 94 نزالا، فاز في 74 وتعادل في 12 وخسر في 8. فاز بالضربة القاضية في 51 نزالا.

## روابط خارجية
- ميغيل أنخيل كاستيليني على موقع بوكس ريك (الإنجليزية) (registration required)